# Muonionalustaïta
La muonionalustaïta és un mineral de la classe dels halurs. Rep el nom del meteorit Muonionalusta, la seva localitat tipus.

## Característiques
La muonionalustaïta és un halur de fórmula química Ni₃(OH)₄Cl₂·4H₂O. Es tracta d'una espècie aprovada per l'Associació Mineralògica Internacional, i publicada en el mes de febrer de 2021. Cristal·litza en el sistema monoclínic. Químicament és més o menys semblant a la droninoïta i la niquelbischofita. També recorda a l'akaganeïta, la gillardita i la paratacamita-(Ni).
L'exemplar que va servir per a determinar l'espècie, el que es coneix com a material tipus, es troba conservat a les col·leccions mineralògiques del Museu Suec d'Història Natural, situat a Estocolm (Suècia), amb els números de col·lecció: 20050144 i 20050145.

## Formació i jaciments
Va ser descoberta al meteorit Muonionalusta, trobat a prop de la localitat de Kitkiöjärvi, a Pajala (comtat de Norrbotten, Suècia), on es troba en cavitats a l'escorça corroïda, associada amb taenita, goethita, maghemita, oxihidròxids amorfs de ferro i níquel i partícules minerals del sòl. L'any 2022 va ser trobada també un unes mostres de zaratita de la mina Lord Brassey, situada al districte de Heazlewood (Tasmània, Austràlia), en forma de petites esferes amb un color verd clar intens. Aquests dos indrets són els únics de tot el planeta on ha estat descrita aquesta espècie mineral.